# (37737) 1996 VS13
1996 VS13 (asteroide 37737) é um asteroide da cintura principal. Possui uma excentricidade de 0.15152760 e uma inclinação de 0.88597º.
Este asteroide foi descoberto no dia 5 de novembro de 1996 por Spacewatch em Kitt Peak.